# Neonitocris hiekei
Neonitocris hiekei là một loài bọ cánh cứng trong họ Cerambycidae.